# Mikami Akitsu
Mikami Akitsu (japanisch 現津 みかみ Akitsu Mikami) ist eine japanische Mangaka.

## Werdegang und Werk
Akitsu schuf mehrere kurze Serien sowie Manga-Adaptionen zu Animeserien. Die erste davon war 2001 Argento Soma zu einer Fernsehserie aus dem Jahr zuvor. Die in einem Band zusammengefasste Serie erschien 2003 bei Planet Manga auch auf Deutsch. Auch Sōkyū no Fafner mit zwei Bänden von 2005 basierte auf einer Fernsehserie vom Vorjahr. Bei beiden Serien handelt es sich um Science-Fiction-Geschichten. Im Gegensatz dazu handelt es sich bei Akitsus selbstgeschriebenen Kurzserien um romantische Komödien.

## Bibliografie (Auswahl)
- Argento Soma (2001, 1 Band)
- Sōkyū no Fafner (蒼穹のファフナー, 2005, 2 Bände)
- We Are Colorful Honeys! (2007, 2 Bände)
- Ten Yori Takaku (天より高く, 2009, 1 Band)
- LovePlus: Manaka Days (2010, 2 Bände)